# Alfred Wallenstein
Alfred Wallenstein est un chef d'orchestre et violoncelliste américain, né à Chicago le 7 octobre 1898 et mort le 8 février 1983 à New York

## Biographie
À l'âge de 17 ans, il rejoint l'Orchestre symphonique de San Francisco comme violoncelliste. Puis il joue avec l'Orchestre philharmonique de Los Angeles et l'Orchestre symphonique de Chicago, avant d'occuper en 1929 le pupitre de premier violoncelle de Orchestre philharmonique de New York que dirige alors Arturo Toscanini. Il a longtemps été le soliste de cet orchestre dans les concertos destinés à son instrument.
Toscanini, ancien violoncelliste, conseille à Wallenstein de se tourner vers la direction d'orchestre. Il s'essaye avec le Hollywood Bowl Orchestra qu'il dirige fréquemment à la radio. De 1943 à 1956, il est directeur musical de l'Orchestre philharmonique de Los Angeles. Il réalise ensuite plusieurs conférences à la Juilliard School de New York, ville où il meurt à l'âge de 84 ans.
Il est un des descendants d'Albrecht von Wallenstein.